# Borgo San Sergio
Borgo San Sergio è quartiere periferico di Trieste sito nella parte sud-orientale della città, nel comprensorio di Zaule, a ridosso del porto industriale e del comune di San Dorligo della Valle.
L'edificazione fu avviata nel 1956 su progetto dell'architetto Ernesto Nathan Rogers e dell'ingegnere Aldo Badalotti del Comune di Trieste. Il progetto originale prevedeva la realizzazione di una vera e propria cittadina satellite autosufficiente, dotata di servizi ed infrastrutture come strade, scuole, campo sportivo, chiesa, centro civico ed esercizi commerciali.
La realizzazione fu completata  nel corso degli anni ottanta, con ampie difformità rispetto al piano originale.
Tra il 1976 e il 1977, nel corso dei lavori di costruzione di un condominio nei pressi di via Donaggio, sono stati rinvenuti i resti di una parte dell'acquedotto romano della Val Rosandra e di una villa rustica, nonché vasellame databile alla metà del I secolo a.C. Questi resti sono  ora conservati all'Antiquarium di via Donota, un piccolo museo visitabile gratuitamente.
Ha una superficie di circa 12mila metri quadrati.